# Lettera di Zinov'ev

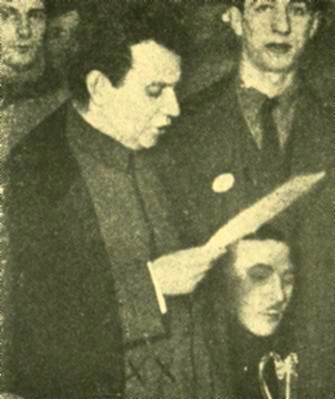
Grigorij Zinov'ev

La cosiddetta "Lettera di Zinov'ev" era un documento falso, probabilmente prodotto dal Secret Intelligence Service allo scopo di favorire il partito conservatore nelle elezioni generali britanniche del 1924; le elezioni furono effettivamente vinte dai Tories, e misero termine al primo governo laburista nel Regno Unito.

## Storia
Il documento appariva essere una lettera (datata 15 settembre 1924) di Grigorij Zinov'ev, in quel periodo presidente del Comitato esecutivo dell'Internazionale Comunista, inviata al comitato centrale del Partito Comunista di Gran Bretagna, in cui si sarebbe invitato ad una maggiore azione di agitazione nel paese e nelle forze armate del Regno Unito.
La lettera fu pubblicata dal giornale conservatore Daily Mail solo quattro giorni prima delle elezioni, in una situazione delicata dei rapporti fra il Regno Unito e l'Unione Sovietica, data l'opposizione dei conservatori alla ratifica parlamentare dei trattati commerciali stabiliti dai due governi l'8 agosto 1924. In molti sospettarono la falsità del documento, dato che conteneva alcuni grossolani errori (ad esempio, "la Terza Internazionale Comunista").
Tuttavia, la lettera fu presa come vera anche da alcuni esponenti del governo, nonostante i dubbi espressi dal primo ministro Ramsay MacDonald. Le difficili comunicazioni con la sede centrale moscovita dell'Internazionale Comunista impedirono una pronta smentita della lettera: la questione fu discussa solo il 17 novembre; quattro giorni dopo il nuovo governo conservatore annullò i trattati commerciali stabiliti dal precedente esecutivo.
La prova definitiva che tale lettera fosse un artefatto del servizio segreto fu data da un'inchiesta ufficiale (Telegraph, 5 febbraio 1999).